# 小澤直輝
小澤 直輝（おざわ なおき、1988年10月8日 - ）は、日本の元ラグビー選手。

## プロフィール
- 神奈川県大和市出身。
- 現役時代のポジションはフッカー(HO)、フランカー(FL)、ナンバーエイト(No.8)。
- 身長 182cm、体重 103kg
- ニックネームはおざん、ozzy。
- 日本代表通算キャップ数は4。
- 関東代表[1]に選ばれたことがある。

## 来歴
中学1年生からラグビーを始めた。
2007年、桐蔭学園高校卒業後、慶應義塾大学に入学する。なお桐蔭学園高校時代、高校日本代表候補に選ばれ、第30回高校東西対抗試合に東軍として出場した。
2010年、慶應義塾體育會蹴球部の副将に就任した。
2011年、慶應義塾大学卒業後、サントリーサンゴリアス(現・東京サントリーサンゴリアス)に加入。
2013年1月6日に行われたジャパンラグビートップリーグ第13節の神戸製鋼コベルコスティーラーズ戦に先発出場で公式戦初出場を果たす。
2017年4月22日に行われたアジアラグビーチャンピオンシップ2017韓国戦にて先発出場で日本代表初キャップを獲得した。
2023年、現役を引退した。

## 受賞歴

### リーグワン
- 2022ベストタックラー